# ماجرای شکنجه اعظم و دخترانش
اعظم زنی ۳۰ ساله ساکن مشهد است که از دوم فروردین ماه ۱۳۹۵ به مدت ۲۱ روز، در خانه به همراه دو دخترش هانیه و هدیه، توسط شوهرش حبس و شکنجه شدند. آنها در مدت این ۲۱ روز غذایی نخوردند. شوهر اعظم به شیشه و کریستال اعتیاد دارد.
شوهر اعظم او را به روش‌های مختلف سوزانده با چاقو و لبهٔ شکستهٔ سینی فلزی زخمی کرده‌است. این مرد فک و سه دندان هانیه (دختر بزرگ‌تر) را نیز شکسته‌است و بدن او و هدیه (دختر کوچک‌تر) را سوزانده و زخمی کرده‌است. این مرد پس از دستگیری به زندان منتقل شد. اعظم و دخترانش نیز به بیمارستان منتقل شدند.

## واکنش ها
شهیندخت مولاوردی، معاون حسن روحانی  در امور زنان و خانواده در خصوص گزارشی که ایسنا، با موضوع شکنجه یک زن بی‌پناه توسط شوهرش منتشر شده بود، واکنش نشان داد. او در کانال تلگرامی خود نوشت:
```
تنها يك روز بعد از روز پدر با اين خبر هولناك و باورنكردنی مواجه می‌شويم، بلافاصله لينك خبر را به اطلاع مديركل امور زنان و خانواده استان مربوطه می‌رسانم و در جواب در جريان پيگيري‌های انجام شده، قرار می‌گيرم. مطالعه گزارش ارسالی كه توسط خبرنگار اجتماعی ايسنا تنظيم شده است را به دليل شدت و وسعت خشونت اعمال شده عليه اعظم و دو دخترش در 21 روز، فقط تا نيمه‌ی آن می‌توانم ادامه دهم و به دنبال علت اين همه سبعيت غير عادی سريع گزارش را مرور می‌كنم و به آنچه كه حدس می زدم می‌رسم: (اعتیاد، این بلای خانمان‌سوز!).
```